# Iñaki Rodríguez
Iñaki Rodríguez Erauncetamurguil (nacido el 5 de mayo de 1967 en San Sebastián, Guipúzcoa) es un exjugador de baloncesto español. Con 1,98 metros de estatura, su puesto natural en la cancha era el de alero.

## Trayectoria
- Cantera del Saski Baskonia
- Caja Álava (1985-1986)
- Club de Baloncesto Askatuak (1986-1988)
- Caja Guipúzcoa ( 1988-1989)
- Mayoral Maristas (1989-1991)
- Club Deportivo Oximesa (1991-1992)
- Club de Baloncesto Askatuak (1992-1993)
- Cáceres CB (1993-1995)
- Cantabria Baloncesto (1995-1997)